# 朝鲜战争1952年春夏季战役
朝鲜战争1952年春夏季战役，中华人民共和国亦称“抗美援朝战争1952年春夏巩固阵地作战”或“抗美援朝战争1952年春、夏季巩固阵地的斗争”，是朝鲜战争中双方发生的战役，中国人民志愿军大量进行狙击活动。